# Магуайр, Джозеф
Джозеф Магуайр (англ. Joseph Maguire) (род. 1952) — американский военный деятель, вице-адмирал ВМС США в отставке. Исполняющий обязанности директора Национальной разведки США c 16 августа 2019 года по 20 февраля 2020 года. Бывший заместитель директора Национального антитеррористического центра и командующий Командованием специальных операций ВМС США.

## Образование
- 1974 — бакалавр в области образования Манхэттенского колледжа, Бронкс, Нью-Йорк
- 1985 — магистр в области национальной безопасности Школы усовершенствования офицерского состава ВМС, Монтерей (Калифорния)
- 1994—1995 — стипендиат программы национальной безопасности Гарвардского университета

## Военная карьера
Магуайр начал свою военную службу в 1974 году в качестве офицера палубного дивизиона на десантном транспорте-доке «Коронадо» (типа «Остин»).
В 1977 году, после окончания базовой школы водолазов-подрывников и боевых пловцов, получил квалификацию офицера морского спецназа Navy SEAL.
Проходил службу в составе 21-й команды водолазов-подрывников, 2-го отряда специального назначения ВМС, 2-й команды специальных транспортировочных средств, Группы развертывания специальных боевых действий ВМС США, 2-й группы специального назначения ВМС. Кроме того, он в разное время занимал должности флаг-адъютанта командующего морскими десантными силами Седьмого флота ВМС США, командира 2-го отряда специального назначения ВМС, и офицера по назначениям личного состава в морские силы специальных операций в Главном управлении кадров ВМС.
С середины 90-х гг. Магуайр последовательно являлся заместителем командующего Тихоокеанским командованием специальных операций США, директором Центра специальных операций ВМС, и заместителем командующего командованием специальных операций ВМС США.
В сентябре 2001 года — октябре 2002 года — начальник штаба Командования специальных операций США. Затем до марта 2004 года возглавлял Центр по организационной структуре, ресурсам и стратегическим оценкам Командования специальных операций США.
С марта 2004 по июнь 2007 года возглавлял командование специальных операций ВМС США.
С июля 2007 года занимал пост заместителя директора по стратегическому оперативному планированию Национального контртеррористического центра США.
В 2010 году ушёл в отставку.

## Награды и знаки отличия
- Медаль «За выдающуюся службу» (ВМС США)
- Медаль «За отличную службу» Министерства обороны  с дубовым листом
- Орден «Легион почёта» с золотой звездой награждения
- Медаль «За похвальную службу» Министерства обороны
- Медаль похвальной службы с двумя золотыми звёздами награждения
- Благодарственная медаль ВМС и Корпуса морской пехоты с двумя золотыми звёздами награждения
- Медаль достижений ВМС и корпуса морской пехоты
- Награда за выдающееся единство части
- Благодарность части ВМС
- Медаль За службу национальной обороне с бронзовой звездой за службу
- Медаль за службу в войне с глобальным терроризмом
- Медаль за гуманитарную помощь с двумя бронзовыми звёздами за службу
- Лента «За участие в операциях ВМС» с тремя бронзовыми звёздами за службу
- Лента ВМС и морской пехоты службы за границей с тремя бронзовыми звёздами за службу
- Медаль ВМФ "Эксперт по стрельбе из винтовки"
- Медаль ВМФ "Эксперт по стрельбе из пистолета"
- Нагрудная эмблема военнослужащего Navy SEAL
- Знак парашютиста ВМС и морской пехоты США